# Club de Básquetbol Bucaneros de Campeche
I Bucaneros de Campeche sono una società cestistica avente sede a San Francisco de Campeche, in Messico. Fondata nel 2006, gioca nel campionato messicano.
Disputa le partite interne nel Gimnasio Manuel Prego Galera, che ha una capacità di 1.500 spettatori.